# Saint-Vaast-Dieppedalle
Pour les articles homonymes, voir Saint-Vaast.
Saint-Vaast-Dieppedalle est une commune française située dans le département de la Seine-Maritime, en région Normandie.

## Géographie

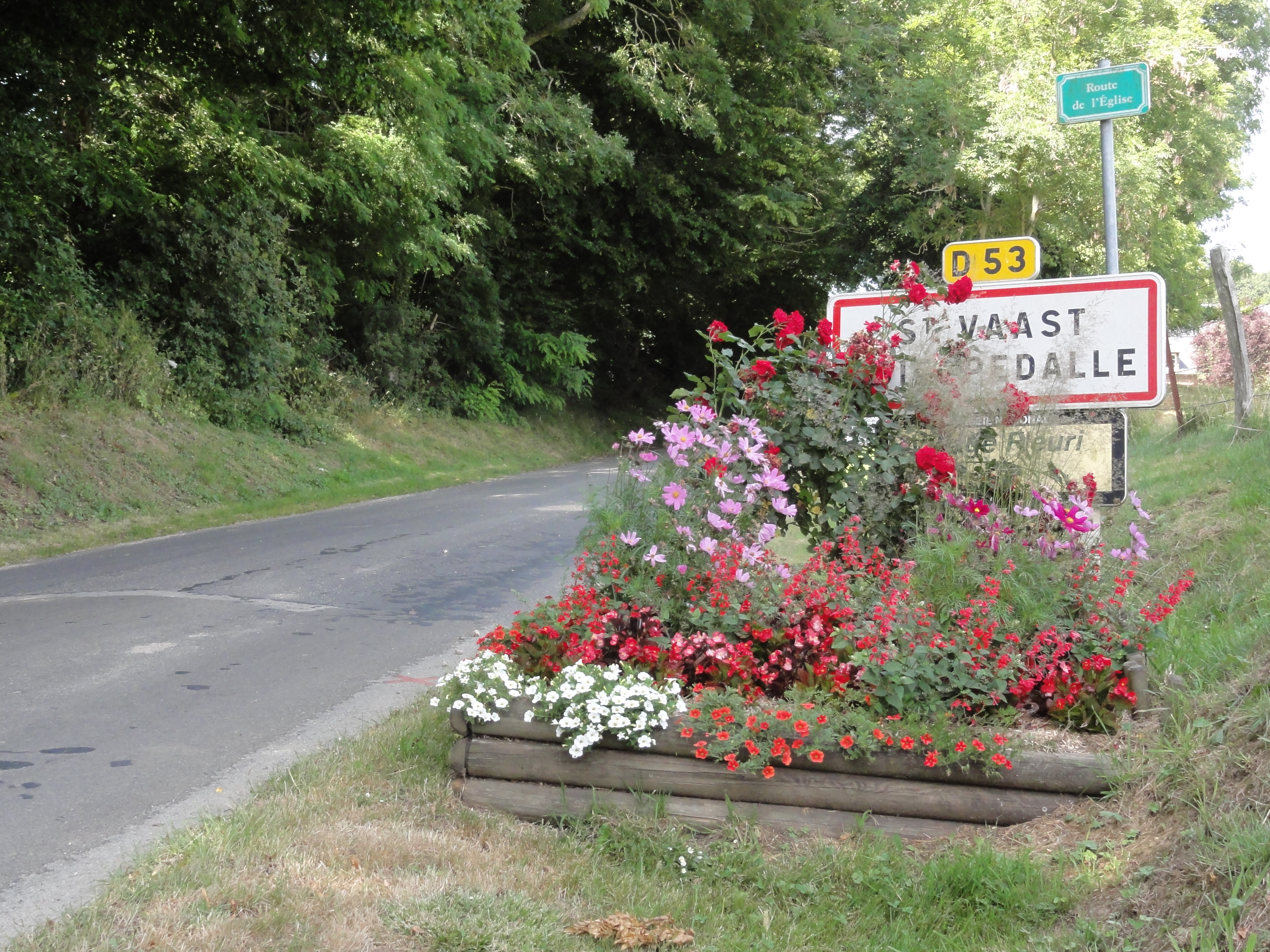
Entré de Saint-Vaast-Dieppedalle.
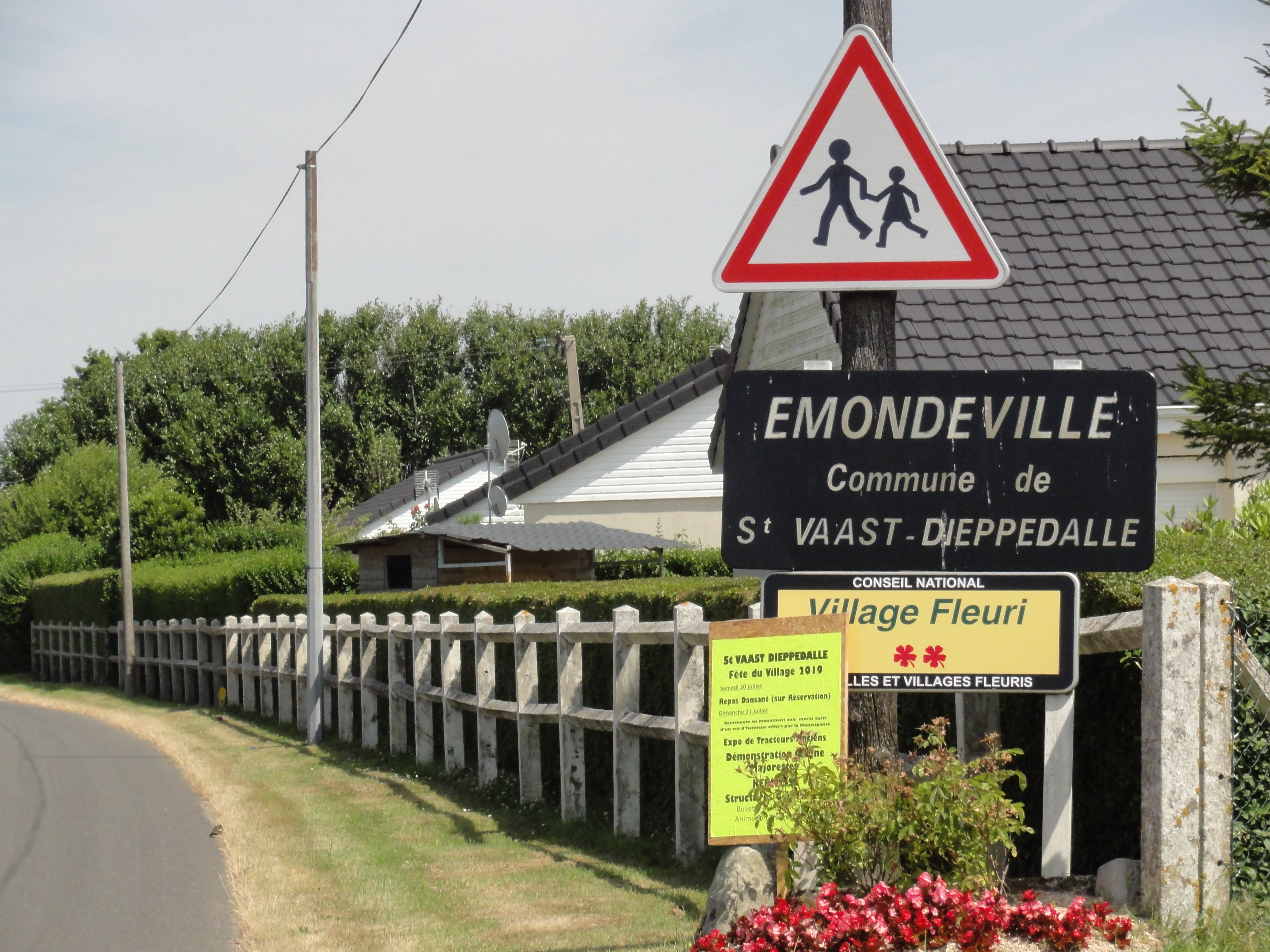
Entrée d'Emondeville.
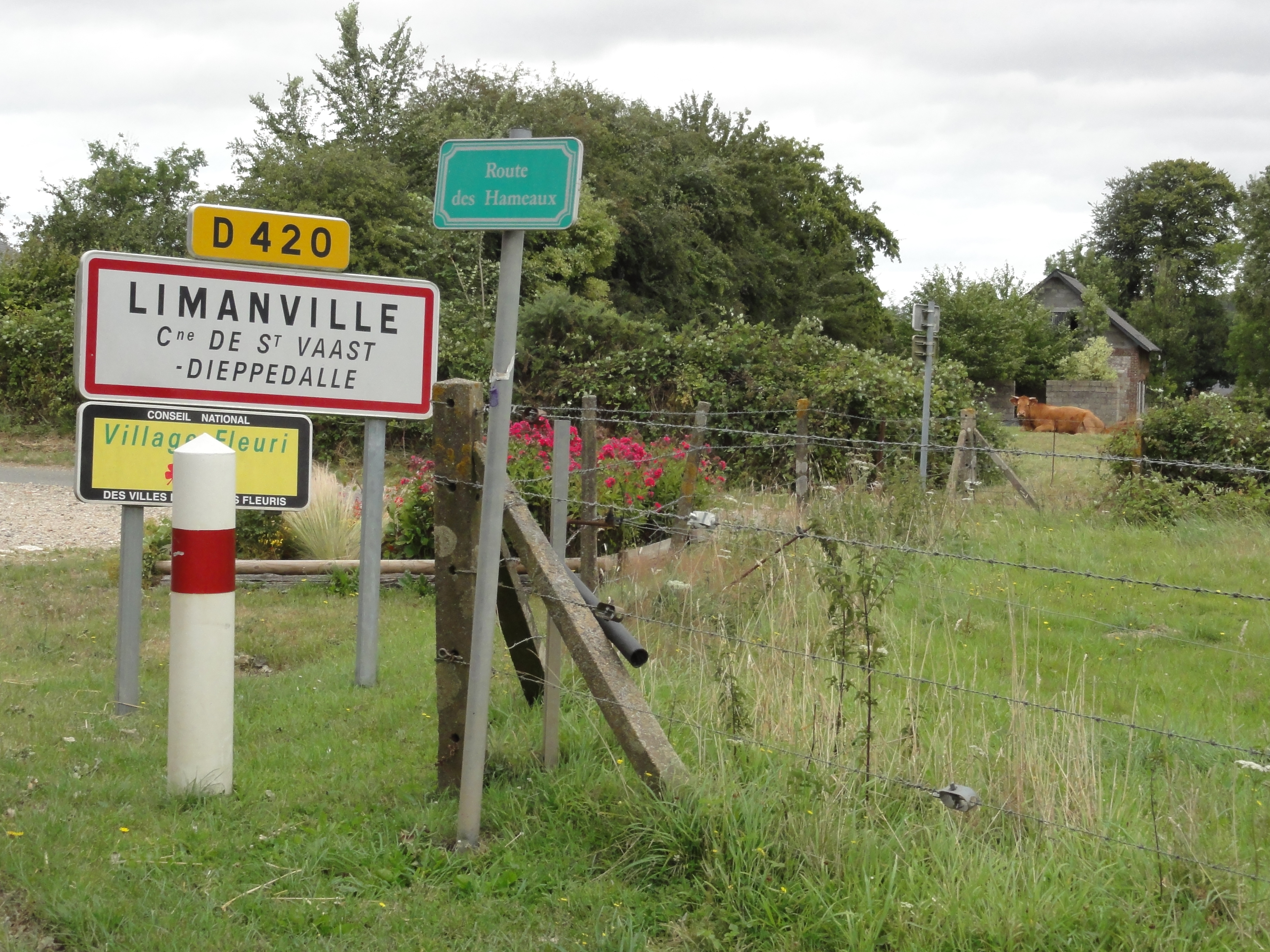
Entrée de Limanville.
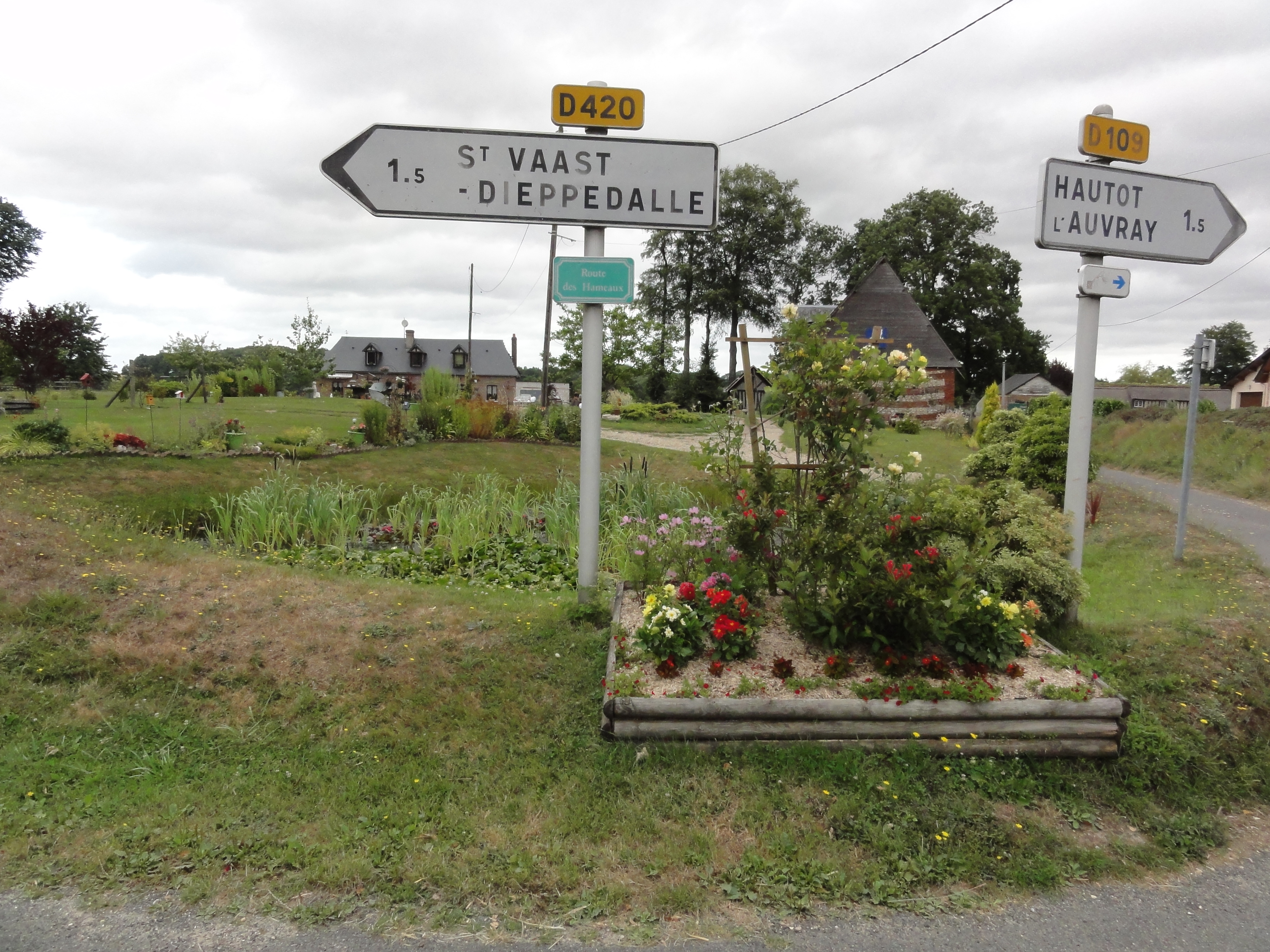
Route des Hameaux.
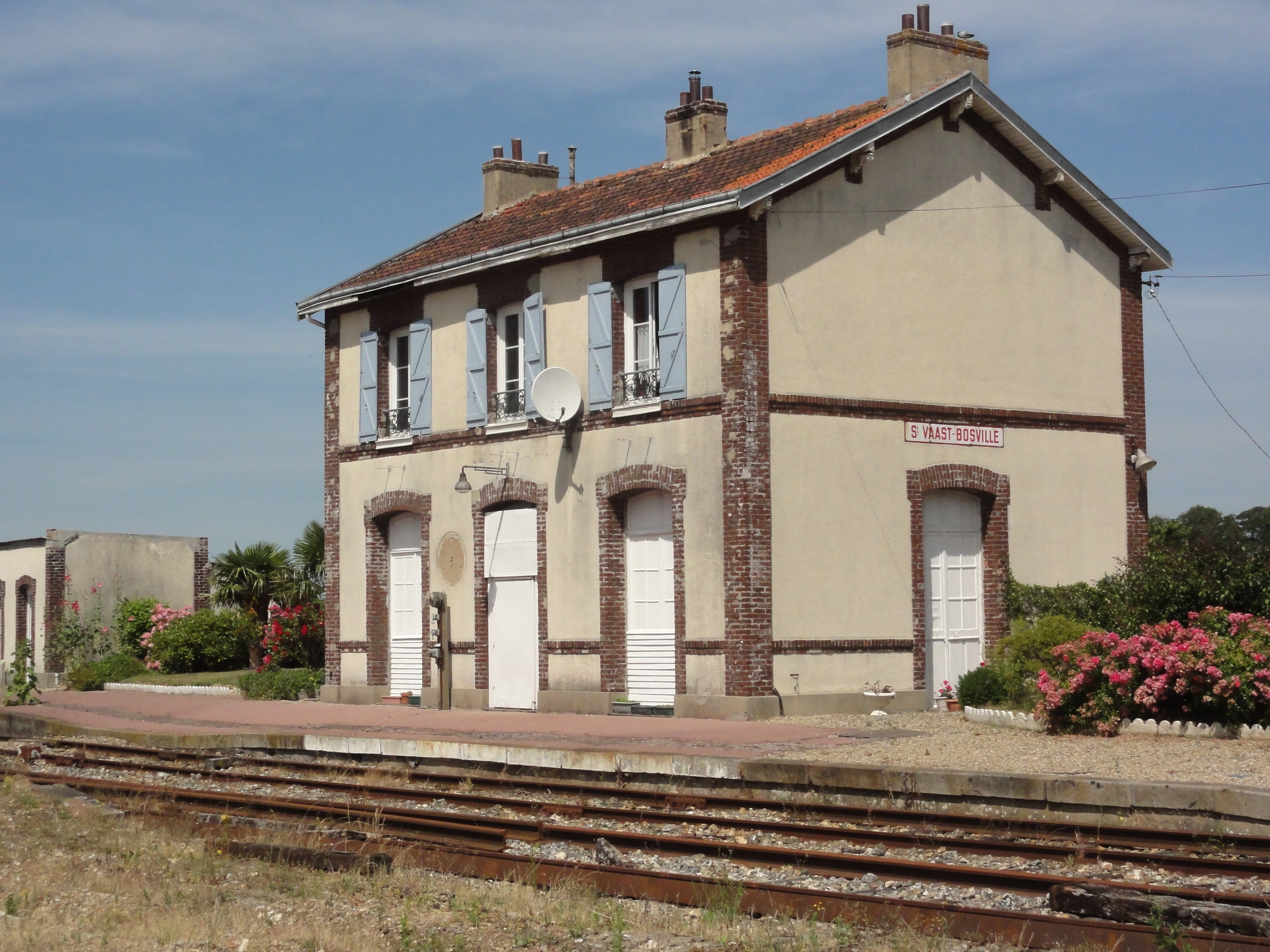
L'ancienne gare St.Vaast-Bosville

| Sasseville |                         | Drosay          |
| Bosville   | Saint-Vaast-Dieppedalle | Hautot-l'Auvray |
|            | Veauville-lès-Quelles   |                 |

### Hydrographie
La commune est située dans le bassin Seine-Normandie. Elle n'est drainée par aucun cours d'eau,.

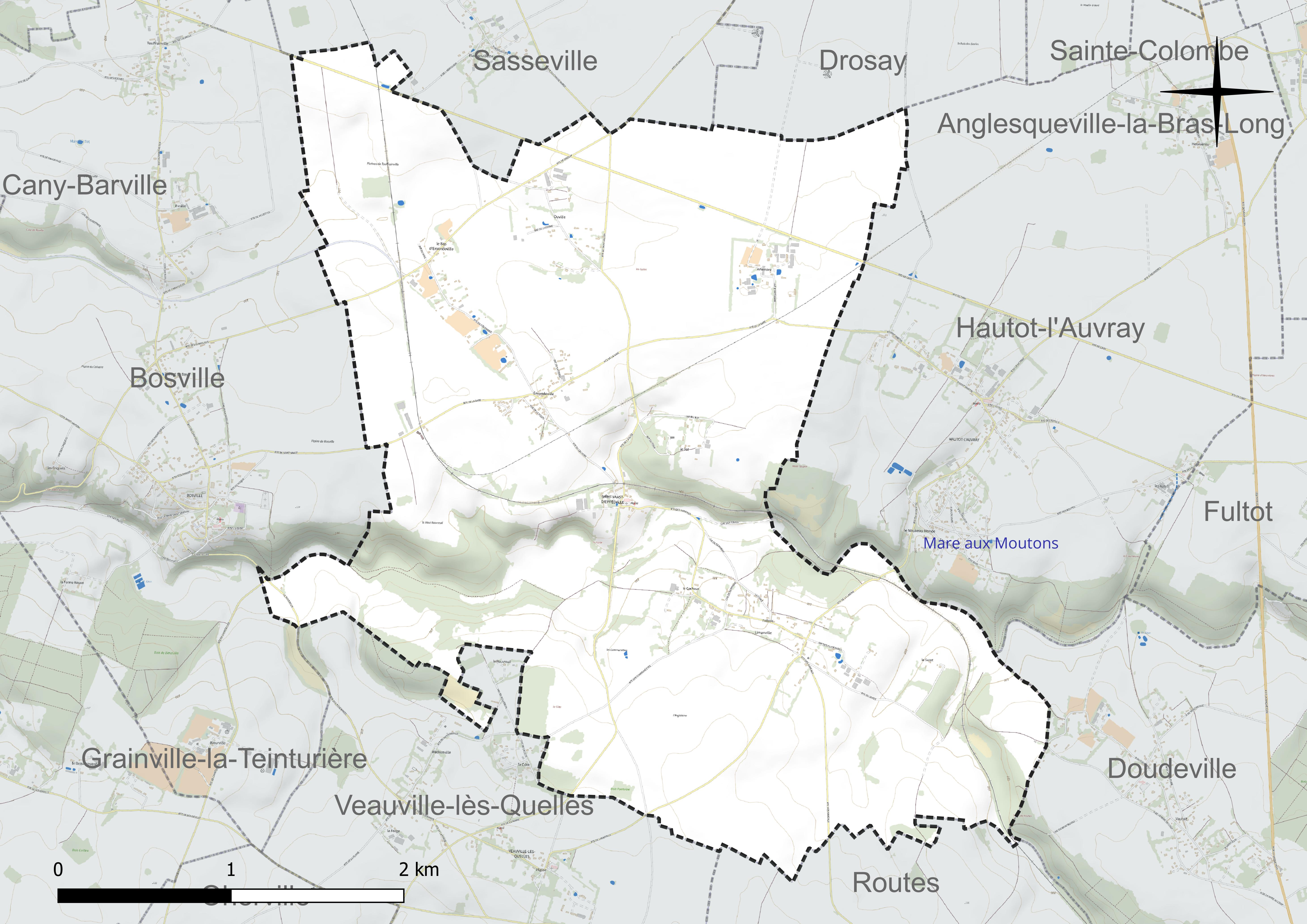
Réseau hydrographique de Saint-Vaast-Dieppedalle.

### Climat
Pour des articles plus généraux, voir Climat de la Normandie et Climat de la Seine-Maritime.
En 2010, le climat de la commune est de type climat océanique franc, selon une étude du CNRS s'appuyant sur une série de données couvrant la période 1971-2000. En 2020, Météo-France publie une typologie des climats de la France métropolitaine dans laquelle la commune est exposée à un climat océanique et est dans la région climatique Côtes de la Manche orientale, caractérisée par un faible ensoleillement (1 550 h/an) ; forte humidité de l’air (plus de 20 h/jour avec humidité relative > 80 % en hiver), vents forts fréquents. Parallèlement le GIEC normand, un groupe régional d’experts sur le climat, différencie quant à lui, dans une étude de 2020, trois grands types de climats pour la région Normandie, nuancés à une échelle plus fine par les facteurs géographiques locaux. La commune est, selon ce zonage, exposée à un « climat maritime », correspondant au Pays de Caux, frais, humide et pluvieux, légèrement plus frais que dans le Cotentin.
Pour la période 1971-2000, la température annuelle moyenne est de 10,4 °C, avec une amplitude thermique annuelle de 13,8 °C. Le cumul annuel moyen de précipitations est de 921 mm, avec 13,3 jours de précipitations en janvier et 8,5 jours en juillet. Pour la période 1991-2020, la température moyenne annuelle observée sur la station météorologique la plus proche, située sur la commune d'Ectot-lès-Baons à 14 km à vol d'oiseau, est de 10,8 °C et le cumul annuel moyen de précipitations est de 905,5 mm,. Pour l'avenir, les paramètres climatiques de la commune estimés pour 2050 selon différents scénarios d’émission de gaz à effet de serre sont consultables sur un site dédié publié par Météo-France en novembre 2022.

## Urbanisme

### Typologie
Au 1er janvier 2024, Saint-Vaast-Dieppedalle est catégorisée commune rurale à habitat dispersé, selon la nouvelle grille communale de densité à sept niveaux définie par l'Insee en 2022.
Elle est située hors unité urbaine et hors attraction des villes,.

### Occupation des sols
L'occupation des sols de la commune, telle qu'elle ressort de la base de données européenne d’occupation biophysique des sols Corine Land Cover (CLC), est marquée par l'importance des territoires agricoles (91,3 % en 2018), une proportion sensiblement équivalente à celle de 1990 (91,6 %). La répartition détaillée en 2018 est la suivante : 
terres arables (67,7 %), prairies (23,5 %), forêts (8,7 %). L'évolution de l’occupation des sols de la commune et de ses infrastructures peut être observée sur les différentes représentations cartographiques du territoire : la carte de Cassini (XVIIIe siècle), la carte d'état-major (1820-1866) et les cartes ou photos aériennes de l'IGN pour la période actuelle (1950 à aujourd'hui).

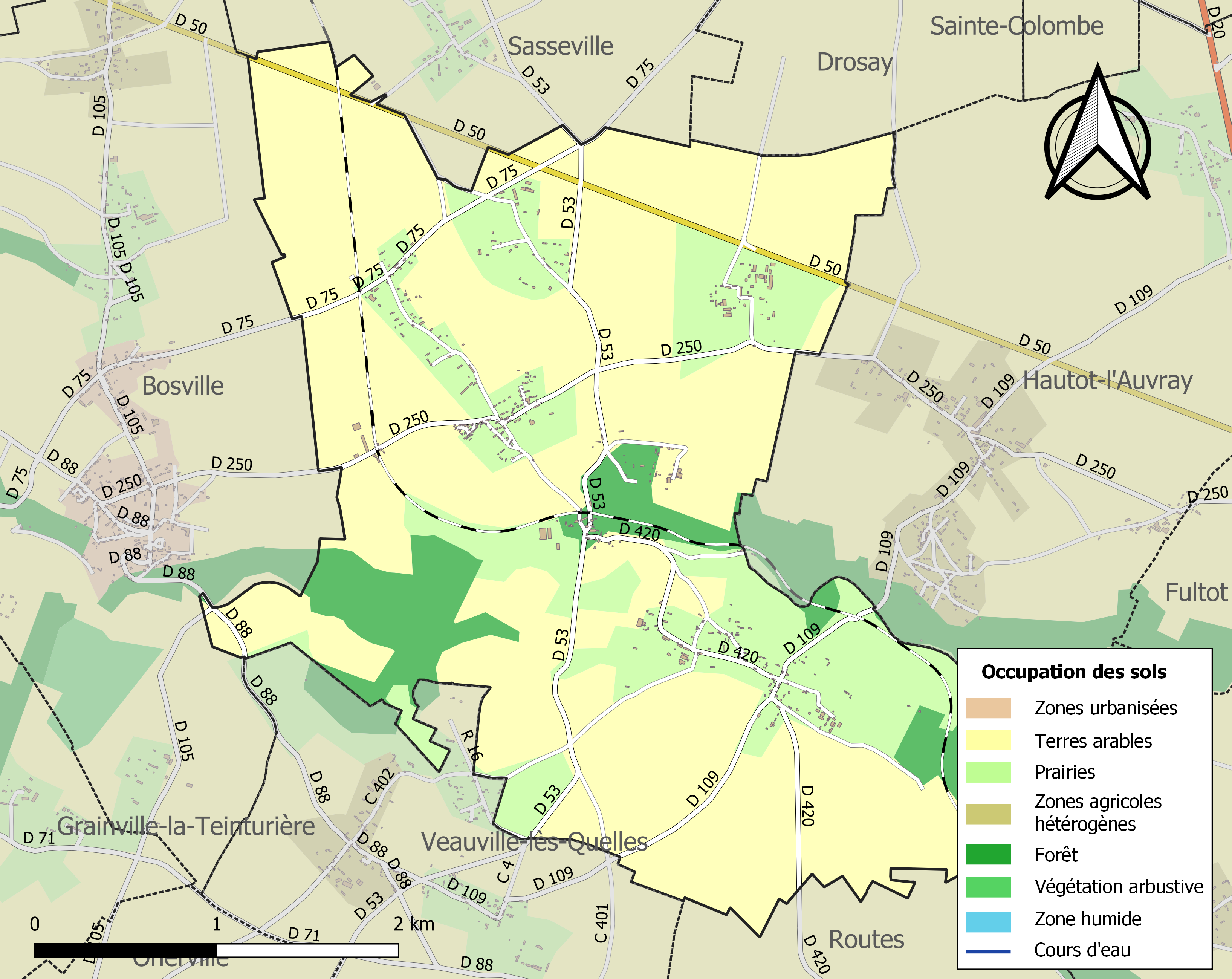
Carte des infrastructures et de l'occupation des sols de la commune en 2018 (CLC).

## Toponymie
Le nom de la localité est attesté sous les formes latinisées Sancti Vedasti en 1060-1066, Sanctum Vedastum de Diepedale en 1225
- Vedastus > Saint Waast ou Saint Vaast, dans les dialectes du Nord de la France, évêque d'Arras, même nom que Gaston en français central.
- Dieppedalle < du vieil anglais deop « profond » ou du norrois djupr de même sens et du norrois dalr « vallée »[16].

Homonymie avec Dieppedalle (Canteleu, Normandie). Correspondances avec Deepdale (Yorkshire, Grande-Bretagne)
Dipdal (Manche, Normandie), Djúpidalur (Îles Féroé), etc.
L'élément dieppe se retrouve dans Dieppe et l'élément dalle dans Dalbec, Croixdalle, Bruquedalle, Eurdal, Briquedalle, etc.

## Politique et administration
| Période                                  | Période                    | Identité            | Étiquette | Qualité |
| ---------------------------------------- | -------------------------- | ------------------- | --------- | --- |
| 1860                                     |                            | Piel                |           | |
| Les données manquantes sont à compléter. |                            |                     |           | |
| décembre 1997                            | 2014                       | Jacques Tocqueville |           | |
| 2014                                     | En cours (au 10 août 2020) | Sylvain Monnier     |           | Chef du service restauration des sapeurs-pompiers professionnels de Seine-Maritime Vice-président de la CC de la Côte d'Albâtre (2020 → ) Réélu pour le mandat 2020-2026, |

## Démographie
L'évolution du nombre d'habitants est connue à travers les recensements de la population effectués dans la commune depuis 1793. Pour les communes de moins de 10 000 habitants, une enquête de recensement portant sur toute la population est réalisée tous les cinq ans, les populations de référence des années intermédiaires étant quant à elles estimées par interpolation ou extrapolation. Pour la commune, le premier recensement exhaustif entrant dans le cadre du nouveau dispositif a été réalisé en 2007.

En 2022, la commune comptait 377 habitants, en évolution de +3,86 % par rapport à 2016 (Seine-Maritime : +0,35 %, France hors Mayotte : +2,11 %).
| 1793 | 1800 | 1806 | 1821  | 1831 | 1836  | 1841 | 1846 | 1851  |
| ---- | ---- | ---- | ----- | ---- | ----- | ---- | ---- | ----- |
| 985  | 990  | 965  | 1 025 | 990  | 1 012 | 983  | 983  | 1 009 |

| 1856 | 1861 | 1866 | 1872 | 1876 | 1881 | 1886 | 1891 | 1896 |
| ---- | ---- | ---- | ---- | ---- | ---- | ---- | ---- | ---- |
| 976  | 924  | 917  | 857  | 847  | 800  | 788  | 755  | 703  |

| 1901 | 1906 | 1911 | 1921 | 1926 | 1931 | 1936 | 1946 | 1954 |
| ---- | ---- | ---- | ---- | ---- | ---- | ---- | ---- | ---- |
| 661  | 605  | 617  | 530  | 507  | 516  | 502  | 536  | 507  |

| 1962 | 1968 | 1975 | 1982 | 1990 | 1999 | 2006 | 2007 | 2012 |
| ---- | ---- | ---- | ---- | ---- | ---- | ---- | ---- | ---- |
| 451  | 395  | 335  | 332  | 336  | 323  | 337  | 338  | 359  |

| 2017 | 2022 | - | - | - | - | - | - | - |
| ---- | ---- | - | - | - | - | - | - | - |
| 368  | 377  | - | - | - | - | - | - | - |

## Culture locale et patrimoine

### Lieux et monuments
Église Saint-Vaast.
Monument aux morts.

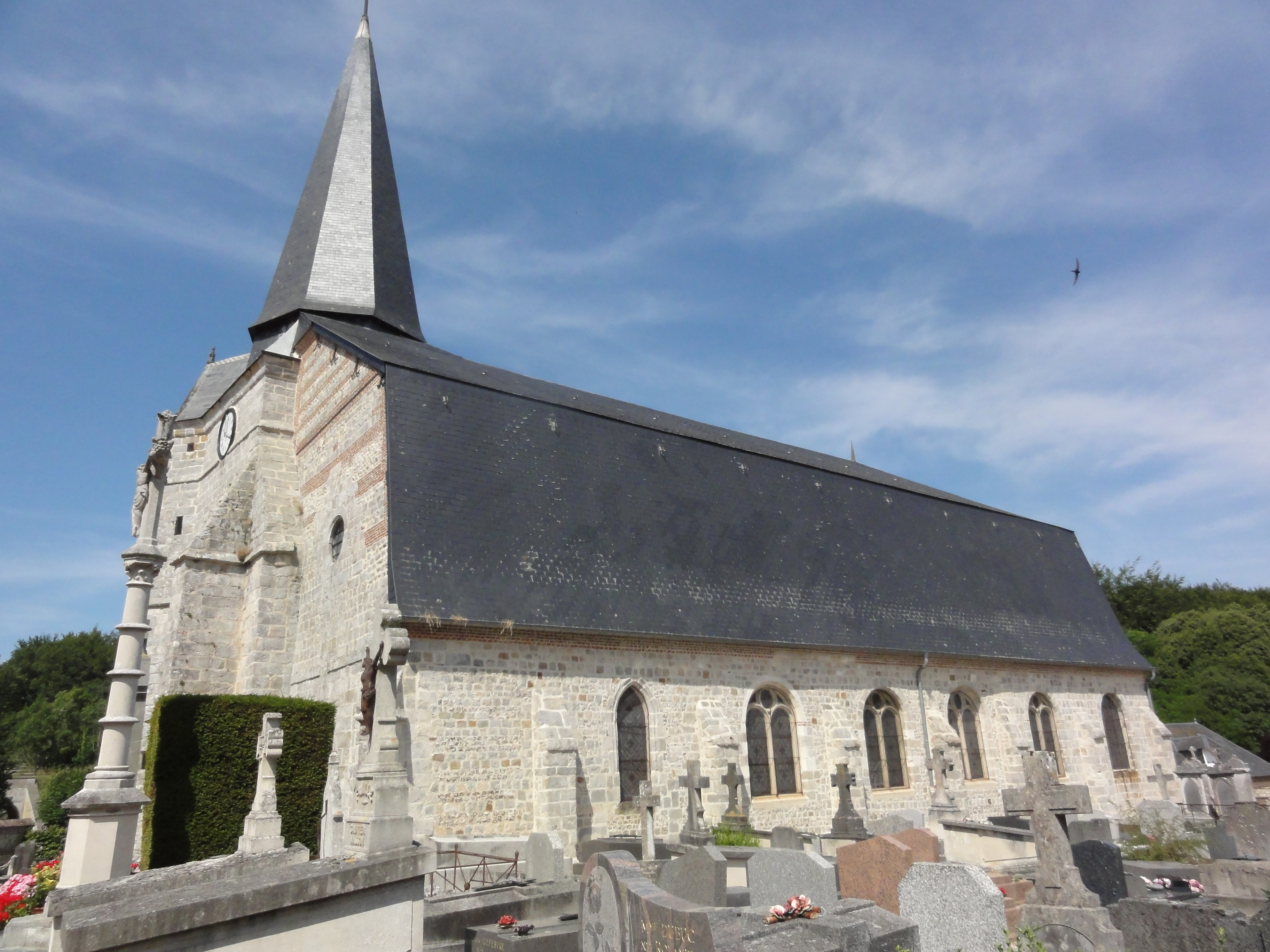
Église Saint-Vaast.
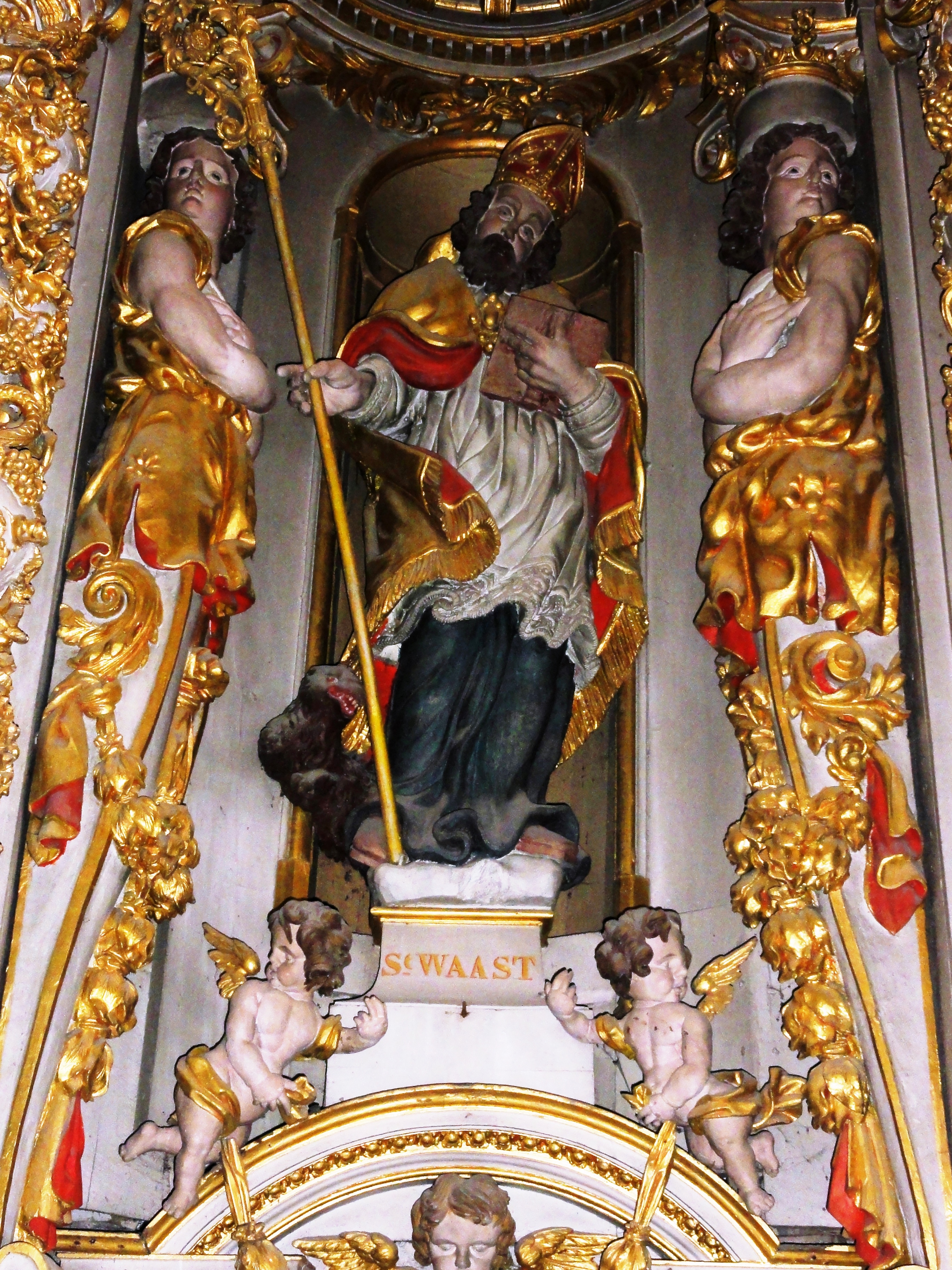
Statue de Saint Vaast (Saint Waast).
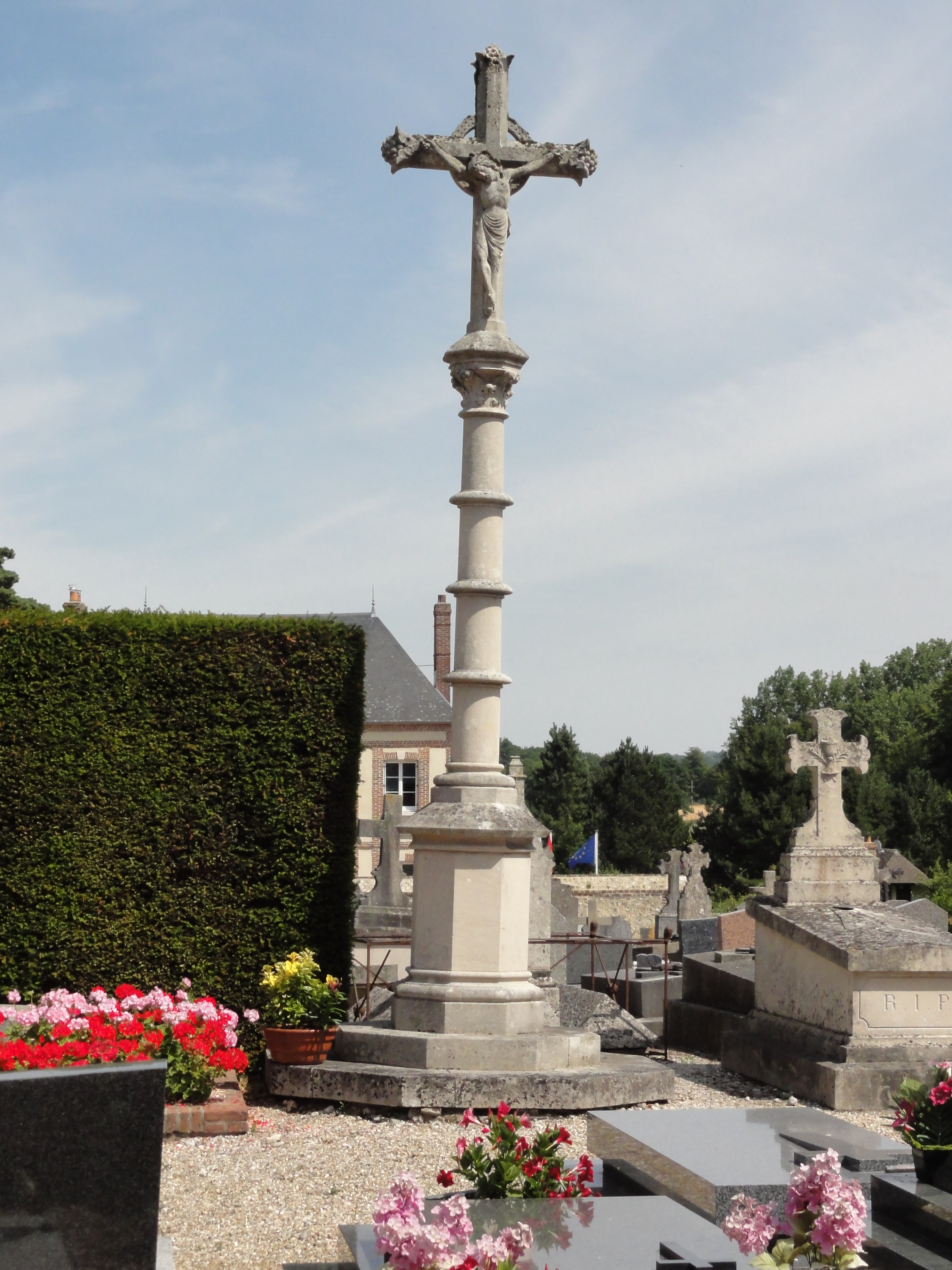
Croix de cimetière.
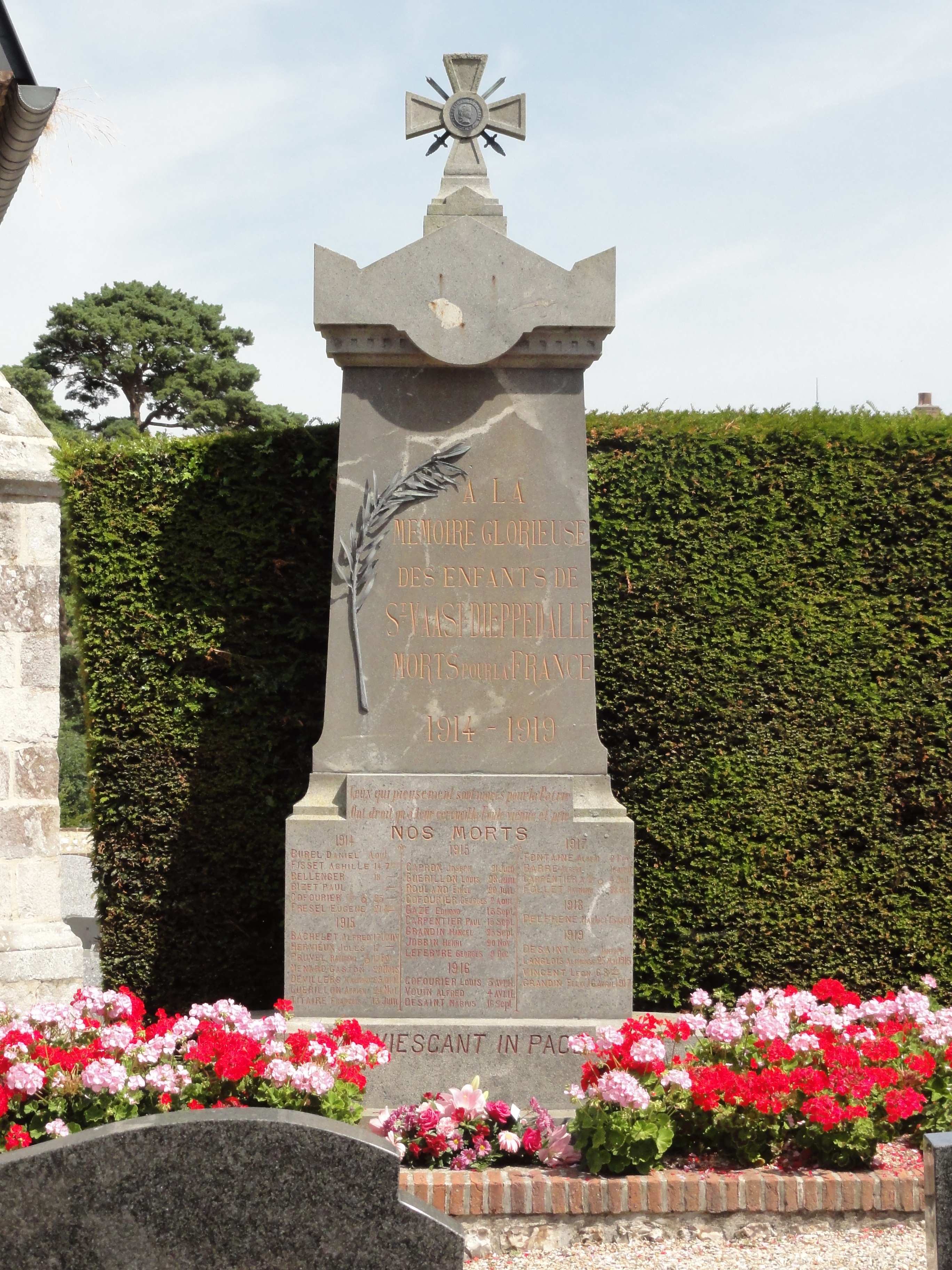
Monument aux morts.

### Héraldique
| Armes de Saint-Vaast-Dieppedalle | Les armes de la commune de Saint-Vaast-Dieppedalle se blasonnent ainsi : D’azur à la crosse d’or en pal traversant une couronne à l’antique du même et soutenue en pointe de la lettre V majuscule aussi d’or ; chaussé d’or chargé en pointe ses lettres S à dextre et D à senestre de part et d’autre du V ; au chef comble d’or chargé d’une locomotive à vapeur sur un rail alésé de sable. Création Denis Joulain, validée par délibération municipale le 5 octobre 2015. |

### Personnalités liées à la commune
La danseuse Fauve Hautot, née à Dieppe en 1986, a vécu à Saint-Vaast-Dieppedalle jusqu'à l'âge de 12 ans.

## Pour approfondir